# 우리 은하의 나선팔 목록
나선팔 목록은 우리 은하의 주요 및 부수적인 나선팔들을 모아둔 목록이다.

## 목록
아래는 최근까지 밝혀진 주요 나선팔의 위치와 설명이다.
| 나선팔 이름          | 비고                              |
| -------------------- | --------------------------------- |
| 3 킬로파섹 팔        | 우리 은하의 가장 안쪽 나선팔이다. |
| 직각자자리 팔        |                                   |
| 페르세우스자리 팔    |                                   |
| 궁수자리-용골자리 팔 |                                   |
| 백조자리 팔          |                                   |
| 오리온자리 팔        |                                   |
| 궁수자리-용골자리 팔 | '궁수자리 팔'이라고 도 불린다.    |
| 오리온자리 팔        | 태양계가 이 나선팔에 속해 있다.   |

## 같이 보기
- 우리 은하
- 은하
- 나선팔